# Паток (Лодзинське воєводство)
Паток (пол. Patok) — село в Польщі, у гміні Дружбиці Белхатовського повіту Лодзинського воєводства.
Населення — 86 осіб (2011).
У 1975-1998 роках село належало до Пйотрковського воєводства.

## Демографія
Демографічна структура станом на 31 березня 2011 року:
|          | Загалом | Допрацездатний вік | Працездатний вік | Постпрацездатний вік |
| -------- | ------- | ------------------ | ---------------- | -------------------- |
| Чоловіки | 41      | 5                  | 33               | 3                    |
| Жінки    | 45      | 8                  | 23               | 14                   |
| Разом    | 86      | 13                 | 56               | 17                   |